# Allocapnia smithi
Allocapnia smithi is een steenvlieg uit de familie Capniidae. De wetenschappelijke naam van de soort is voor het eerst geldig gepubliceerd in 1971 door Ross & Ricker.